# 사가 베케르
사가 베케르(Saga Becker, 1988년 ~ )는 스웨덴의 배우이다. 제50회 굴드바게상 여우주연상 수상자이다.

## 출연 작품
- 퍽걸스 (2017)
- 썸띵 머스트 브레이크 (2014)